# 子供学級
『子供学級』（こどもがっきゅう）は、桜井のりおによる日本の漫画作品。『週刊少年チャンピオン』（秋田書店）にて、2003年44号から48号まで短期連載が行われ、その後2004年16号から2005年15号まで連載された。単行本は全4巻。
埼玉県上尾市が舞台である。史上最小（身長129.3cm）の女教師・上尾市立上尾第二小学校5年2組担任の小島梅子が、その生徒・同僚を相手にバイオレンスコメディを繰り広げる。

## 登場人物

### 上尾市立上尾第二小学校

#### 教員
小島梅子（こじま うめこ）
この作品の主人公で5年2組の担任教師。昭和55年5月5日生まれ。超のつく童顔に身長129.3cmと見た目はどう見ても小学5・6年生にしか見えず、面識のない人に対しては苦労する事も。「小島流拳法」なる我流のケンカ拳法でめっぽう強いが、タマネギが苦手である。昔は背を伸ばそうとして色々と試みたが、結果として身体を鍛えるハメになった。普段は化粧をしなくすっぴんだが、化粧をすると美少女になる。原付免許を取得しており、それが唯一の成人証明書になっている。彼女の唾液は切断損傷をはじめとする怪我や、万病にもよく効く。
雉原せーじ（きじはら せーじ）
5年1組担任。金髪をした人物。梅子の先輩にあたり、いつもはみ出した行動をする梅子を敵対視している。妹・凛々子の影響で巨乳アレルギー。子供好きで生徒達の良き相談相手、しかし多少ロリコン気味。
辻ちゃん（つじちゃん）
5学年主任。小島梅子の大敵3人の一人。口臭がとても臭く、生徒もあまり近寄らなく、怒るとさらに臭くなり、それに逃げる生徒を追いかけながら怒鳴る毎にさらに臭くなるという悪循環が発生する。
黒崎先生（くろさきせんせい）
保健医で右目を眼帯している。医師でもある為、手術も施す。
佐藤先生（さとうせんせい）
教員の一人。
校長
上尾第2小学校の校長。ハゲ。
教頭
上尾第2小学校の教頭。時には梅子を厳しく注意し、梅子も頭が上がらない苦手な人物。運動会でかつらを被っていることをカミングアウトした。

#### 5年2組の生徒
松井さくら（まつい さくら）
クラスのマドンナ的な存在。保険の黒崎先生が好きで、よく保健室に駆け込み、時には自らの身体を傷つける場合があり、自傷癖があるとクラス中に思われている。家は大家族で、時々弟・妹の面倒を見る事がある。
菅山ゴリ男（すがやま ゴリお）
いじめっ子で、よく小林てる夫をいじめている。しかし母親には弱く、家出を繰り返す。体毛が濃く、梅子のせいで奥歯を全て失っている。
芝川ツネ彦（しばかわ ツネお）
ゴリ男の友達でとても金持ち。超合金ラジコンなどを持っている。
小林てる夫（こばやし てるお）
気弱な性格。梅子やゴリ男に泣かされている。絵画の才能があり、一度見た景色や相手の顔を瞬時に描く事ができる。
山田たかお（やまだ たかお）

#### 5年1組の生徒
村山さん（むらやまさん）
プールで雉原先生に泳ぎ方を教えてもらっていた児童。梅子に山村と名前を間違えられる。

### 部外者

#### 親類
雉原凛々子（きじはら りりこ）
せーじの妹。超巨乳女子高生。極度のブラコンでせーじに巨乳で接し、せーじの巨乳アレルギーの元凶となっている。「ボイン拳」なる巨乳を活用した我流の拳法を使う。
発明じいさん
てる夫の祖父。色々と発明品を作るが、てる夫を痛めつける結果となる。心臓が弱い。発明品はいつも失敗作のみ。

#### その他
大家
大家荘の大家。凶暴な人物。梅子の天敵。ガラが悪いが、庭の花を大切に育てている可愛い一面もある。
王劉邦
転校生。スカートめくりの達人。梅子とスカートめくり対決を行ったことも。だが、結局王劉邦が敗北した。
西園寺ゆかり（さいおんじ ゆかり）
特技は玉攻め。珍棒という自由自在に操れる凄い棒を持っており、急所をそれで突く凄技を持っている。
葛西京子（かさい きょうこ）
5年2組教育実習生。梅子を小学生だと思い、梅子に散々振り回されていた。だが、リミッターが解き放たれると、とても、凶暴になる。

## 単行本
1. ISBN 978-4253207119 2004年7月8日発売
2. ISBN 978-4253207126 2004年10月7日発売
3. ISBN 978-4253207133 2005年2月8日発売
4. ISBN 978-4253207140 2005年6月8日発売